# Elina Benenson
Elina Benenson, född 1986 i Tallinn, är en estländsk skådespelare.

## Filmografi
- 2002 – Lilja 4-ever[1]